# جيم كلينتون
جيم كلينتون (بالإنجليزية: Jim Clinton)‏ هو لاعب كرة قاعدة أمريكي، ولد في 10 أغسطس 1850 في نيويورك في الولايات المتحدة، وتوفي في 3 سبتمبر 1921 في بروكلين في الولايات المتحدة.

## وصلات خارجية
- جيم كلينتون على موقعبيزبول رفرنس.كوم (الدوري الرئيسي) (الإنجليزية)
- جيم كلينتون على موقعبيزبول رفرنس.كوم (الدوري الثانوي) (الإنجليزية)